# Фредерік Ланчестер
Фредерік Вільям Ланчестер (англ. Frederick William Lanchester; 23 жовтня, 1868 — 8 березня, 1946) — англійський ерудит і інженер, зробив значний внесок в автомобілебудування, аеродинаміку, був одним із засновників дослідження операцій.

## Біографія
У 1894 році Фредерік Ланчестер (Frederick Lanchester) за підтримки молодшого брата Джорджа (George) почав проектування автомобіля, вважаючи це першим кроком до своєї головної мети — створення аероплана. Розроблена ним машина виявилася не тільки «перехідною ланкою» в його діяльності. Вона стала першою англійською 4-колісною машиною, оснащеною пневматичними шинами «Данлоп» (Dunlop). «Ланчестер» 1895 року мав одноциліндровий двигун повітряного охолодження.
Для досягнення кращого розподілу маси і рівномірної роботи Ланчестер забезпечив його двома протилежно рухомими поршнями, що рухали два колінчастих вали. Впускний клапан мав механічний привід, а не відкривався автоматично при пониженні тиску в циліндрі. Мотор виявився недостатньо потужним і йому на зміну прийшов 2-циліндровий, але знову ж таки з двома колінчатими валами. На новому агрегаті був використаний щітковий карбюратор Ланчестер, який міг створювати оптимальну горючу суміш і працював з паливом різної щільності. Всі машини «Ланчестер» до 1914 року оснащувалися цими карбюраторами. Крім того, розроблена Ланчестером головна передача черв'ячного типу мала ККД 97,6 % і дозволяла помітно знизити втрати потужності. Ще однією особливістю була система управління, що складалася з розташованої поза кузовом вертикальної рульової колонки і вигнутої рульової тяги.

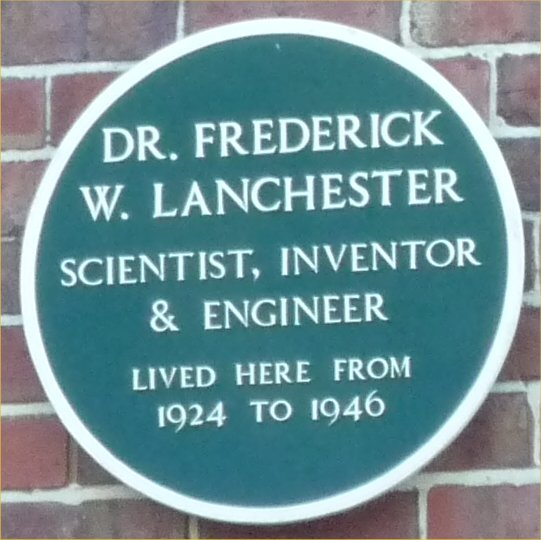
Пам'ятна дошка Фредеріку Ланчестеру на його будинку в Moseley, Бірмінгем

Першими серійними автомобілями Ланчестера стали моделі «Твін Сайліндер» (Twin Cylinder) з 2-циліндровим двигуном повітряного охолоджування робочим об'ємом 4034 см³. У 1902 році «Твін Сайліндер» обладнали надійнішим варіантом мотора з водяним охолодженням. У 1904 році «Ланчестер» виготовила свою першу машину моделі «20НР» з 4-циліндровим мотором в 2471 см³. До того часу технічні вишукування Фредеріка Ланчестер привели до таких величезних збитків, що йому довелося залишити посаду головного інженера. Відповідальність за автомобільне виробництво лягла на Джорджа Ланчестера, а Фредерік став займатися своїми улюбленими аеропланами.
З цього моменту автомобілі «Ланчестер» надбали класичну конструкцію, позбавлену будь-яких оригінальних рішень. Перший крок зробили в 1907 році, встановивши на ряді моделей звичайне кермове колесо, а через 4 роки від рульової тяги відмовилися зовсім. У 1906 році з'явився перший «Ланчестер» з 6-циліндровим двигуном в 38 к.с. Через 4 роки випустили потужнішу машину з мотором в 3295 см³ (38 к.с.).
У 1914 році Джордж Ланчестер розробив автомобіль «Спортінг Форті» (Sporting Forty), проте війна перешкодила початку його серійного виробництва. «Спортінг Форті» став базою для нової, представленої в 1919 році, більш комфортабельною моделі «40НР» з двигуном об'ємом 6178 см³ з верхнім розподільним валом. Вона значно відрізнялася від легких передвоєнних машин і серйозно конкурувала з «Роллс-Ройсом-40/50НР» (Rolls-Royce), хоча ніколи не досягла висоти його престижу.
Для участі в ралі в Сауспорті був побудований автомобіль з рядним 8-циліндровим двигуном з верхнім розподільним валом у 4440 см³, який став останнім «справжнім» «Ланчестер». У 1931 році фірму придбала компанія «Даймлер» (Daimler) і автомобілі, що випускалися з цього часу під маркою «Ланчестер», перетворилися на злегка змінені варіанти «Даймлер». Модель «Ланчестер Тен» (Теп) 1932 року вперше за багато років мала одне прогресивне рішення — незалежну підвіску передніх коліс, однак кузов був схожий з «Форд Пайлот» (Pilot). Модель «Тен» в різних модифікаціях випускалася до середини 40-х років. У 1952 році з'явився «Фортін» (Forteen). Його розвитком став «Дофін» (Dauphin) з 6-циліндровим двигуном «Даймлер» і кузовом фірми «Хупер» (Hooper).
Останній «Ланчестер Спрайт» (Sprite) 1956 року, обладнаний 1,6-літровим мотором і автоматичною коробкою передач «Хоббс» (Hobbs), перебував у виробництві всього кілька місяців.